# Федерация женщин Ямайки
Федерация женщин Ямайки (англ. Jamaica Federation of Women, JFW) — женская организация Ямайки. Основанная в 1944 году, это была первая женская организация на острове.

## История
Федерация женщин Ямайки была основана Молли Хаггинс, которая приехала на Ямайку в 1943 году в качестве жены губернатора Ямайки Джона Хаггинса. Среди других учредителей-членов были Роуз Леон и Мэри Моррис Книбб. Федерация опиралась на наследие проимперских консервативных женских ассоциаций, в которых доминируют белые, которые действовали на Ямайке с конца XIX века, а также на Женских институтах Великобритании. В его исполнительный комитет вошли представители Женского либерального клуба, Ассоциации социального обслуживания женщин и Лиги женщин Ямайки.
Федерация женщин Ямайки нейтрализовала более афроцентричный феминизм на Ямайке. Он привлёк большое количество членов, в том числе бедных сельских женщин: к 1948 году их было 30 000 членов. После ухода леди Хаггинс в 1950 году к власти пришло местное руководство.
Документы, относящиеся к истории Федерации женщин Ямайки, хранятся в Национальной библиотеке Ямайки.

## Нынешняя деятельность
В 2014 году Федерация женщин Ямайки отметила своё 70-летие. «Сегодня Федерация женщин Ямайки по-прежнему представляет собой широкую организацию с широкой сетью сельских отделений, руководством элиты, в основном городских женщин, и ориентацией на домохозяек».